# Dobrcz (gromada)
Dobrcz – dawna gromada, czyli najmniejsza jednostka podziału terytorialnego Polskiej Rzeczypospolitej Ludowej w latach 1954–1972.
Gromady, z gromadzkimi radami narodowymi (GRN) jako organami władzy najniższego stopnia na wsi, funkcjonowały od reformy reorganizującej administrację wiejską przeprowadzonej jesienią 1954 do momentu ich zniesienia z dniem 1 stycznia 1973, tym samym wypierając organizację gminną w latach 1954–1972.
Gromadę Dobrcz z siedzibą GRN w Dobrczu utworzono – jako jedną z 8759 gromad na obszarze Polski – w powiecie bydgoskim w woj. bydgoskim, na mocy uchwały nr 24/3 WRN w Bydgoszczy z dnia 5 października 1954. W skład jednostki weszły obszary dotychczasowych gromad Dobrcz, Magdalenka, Zalesie, Kotomierz, Trzebień i Sienno ze zniesionej gminy Dobrcz w tymże powiecie. Dla gromady ustalono 25 członków gromadzkiej rady narodowej.
10 kwietnia 1956 (z mocą obowiązującą wstecz od 29 lutego 1956) z gromady Dobrcz wyłączono wieś Hajdrowo, włączając ją do gromady Wudzyń w tymże powiecie w tymże województwie.
31 grudnia 1959 do gromady Dobrcz włączono obszar zniesionej gromady Trzeciewiec oraz wsie Aleksandrowo, Borówno, Gądecz i Kusowo ze zniesionej gromady Strzelce Górne w tymże powiecie.
31 grudnia 1961 z gromady Dobrcz wyłączono obszar 39,36,52 ha (karta mapy 5) należący do wsi Borówno, włączając go do wsi Nekla w gromadzie Żołędowo w tymże powiecie.
1 stycznia 1972 do gromady Dobrcz włączono sołectwa Strzelce Górne i Strzelce Dolne ze zniesionej gromady Fordon oraz sołectwo Nekla ze zniesionej gromady Żołędowo w tymże powiecie.
Gromada przetrwała do końca 1972 roku, czyli do kolejnej reformy gminnej. 1 stycznia 1973 w powiecie bydgoskim reaktywowano gminę Dobrcz.